# Heinrich Krafft
Heinrich Krafft (* in Winterthur; † 31. Juli 1338 wohl in Neunkirchen) war als Heinrich II. Bischof von Lavant.
Heinrich Krafft entstammte einer bürgerlichen Familie aus Winterthur in der Schweiz. 1323 war er Pfarrer von Rottenmann in der Steiermark, 1331 Notar von Herzog Albrecht II. Zwischen 21. Dezember 1332 und 4. Oktober 1433 wurde er durch den Salzburger Erzbischof Friedrich III. von Leibnitz zum Bischof von Lavant ernannt. Später wurde er auch noch Kanzler Herzog Albrechts und residierte vermutlich in Wiener Neustadt. Nach seinem Tod soll er später in der Wiener Minoritenkirche am Altar der Hl. Catharina beigesetzt worden sein.